# San Giorgio in Alga
San Giorgio in Alga (im Meergras) ist eine annähernd rechteckige Insel in der Lagune von Venedig. Sie liegt zwischen der Giudecca und Fusina und weist eine Fläche von 15.113 m² auf. Auf ihr befinden sich Überreste eines Klosters, das von etwa 1000 bis 1806 bestand, und das von 1810 bis zum Zweiten Weltkrieg als Festungsanlage und Steinbruch diente. Geschichtlich bedeutend wurde das auf der Insel gelegene gleichnamige Kloster.

## Geschichte

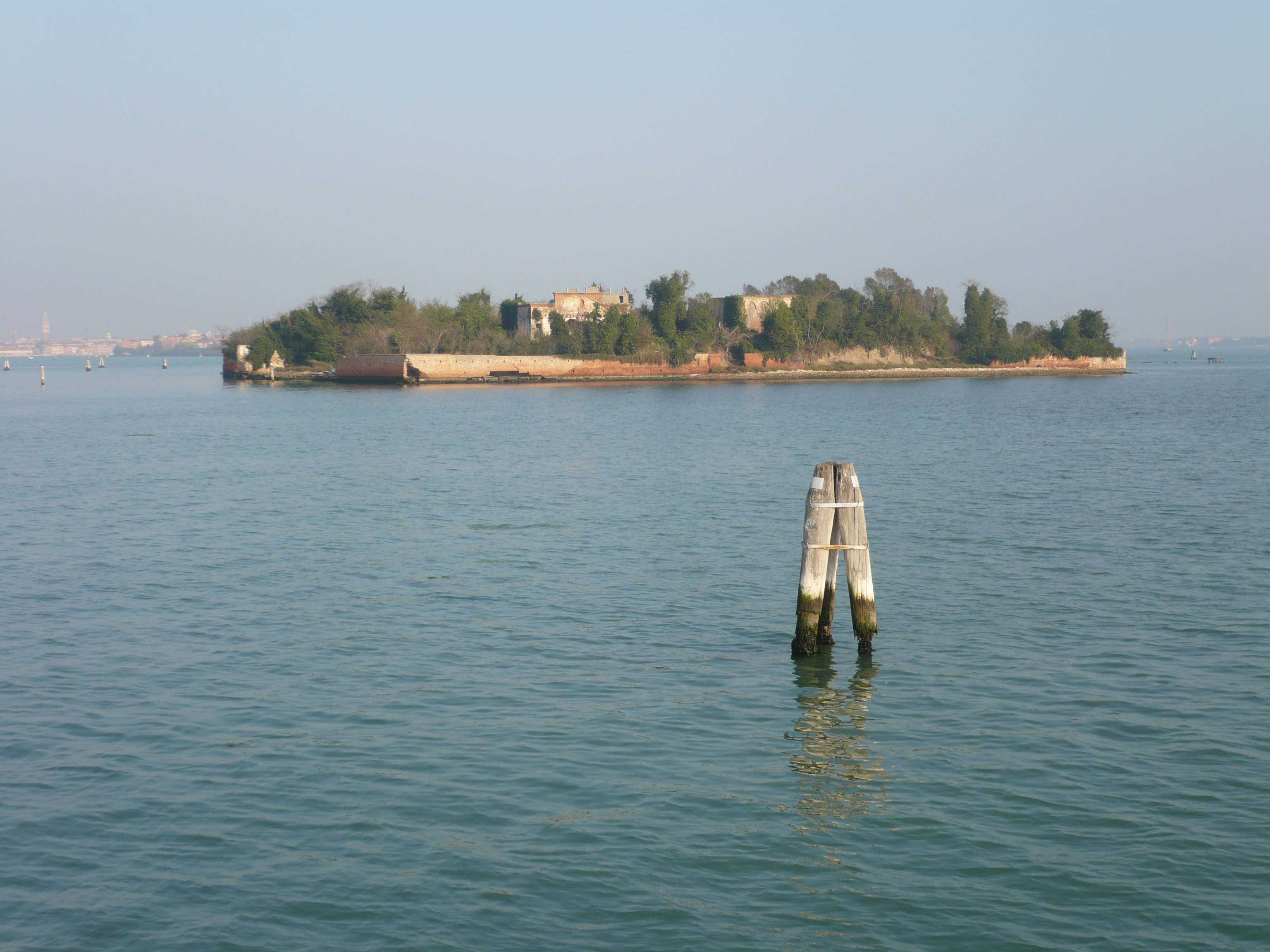
Ansicht der Insel

Auf der Insel befanden sich im Lauf der Jahrhunderte verschiedene Klöster. Das erste, ein Benediktinerkloster, wurde um das Jahr 1000 erbaut. Mitte des 14. Jahrhunderts wohnte hier ein spanischer Eremit, der nach den Regeln der Augustiner lebte. Er und seine Schüler riefen die Kongregation des Lorenzo in Alga di Venezia ins Leben. 1379 wurde sie mit den auf Pietro da Pisa zurückgehenden Eremiten vereinigt.
1404 wurden hier die Regularkanoniker von San Giorgio in Alga gegründet, eine Gemeinschaft, aus der die späteren Päpste Eugen IV. und Gregor XII., sowie ihr Vetter und Kardinalnepot Antonio Correr sowie Ludovico Barbo, ihr erster Vorsteher und späterer Abt der Benediktinerabtei Santa Giustina in Padua sowie der Heilige Lorenzo Giustiniani (1383–1456) hervorgingen – letzterer wurde ihr zweiter Vorsteher. 1433 wurde Giustiniani Bischof von Castello, 1451 Patriarch von Venedig, als Castello und das Patriarchat von Grado zusammengeschlossen wurden. Das Reformzentrum in Italien war bis dahin die Abtei Santa Giustina. Kardinal Angelo Barbarigo verfügte am 30. Oktober 1404 die Umwandlung in ein reformiertes, weltliches Kollegiatstift. Dessen zweiter Leiter wurde 1424 der erwähnte Lorenzo Giustiniani, Bruder des Humanisten Leonardo Giustiniani. Dem Stift gehörten 17 Mitglieder an, nicht nur venezianische Adlige wie Stefano und Dominco Morosini, Marco Condulmer und Francesco Barbo, Priester, Diakone und Subdiakone, sondern auch Männer aus Mailand, Verona, Pavia und Cremona. Sie hatten vorher auf dem Lido in einem dem hl. Nikolaus geweihten Benediktinerkloster gelebt. Die Gemeinschaft wirkte in ganz Südeuropa bis nach Spanien und wurde 1668 aufgehoben.

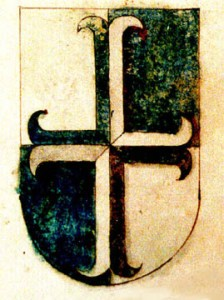
Wappen des Stifts um 1605

Nachdem ein Feuer im Juli 1716 große Teile des Klosters zerstört hatte, verfiel nach dem Erdbeben vom 14. Juli 1779 auch der Rest des Gebäudes.
1799 wurde hier ein Gefängnis für politische Häftlinge eingerichtet. 1806 wurde die Kirche zerstört und in dem Gefängnis ein Pulvermagazin eingerichtet.
Am 29. Juli 1848 unternahmen die Österreicher von Fusina aus einen Angriff gegen die aufständischen Venezianer, genauer gesagt gegen San Giorgio in Alga, das im Vorjahr stark befestigt worden war. Der Angriff endete jedoch mit einer Niederlage der beiden Schiffe und der drei Brander.
Von Juni bis November 1944 befand sich auf der Insel eine geheime Schule für deutsche Kampfschwimmer, das Lehrgangslager 701.
Vittorio Cini, der Gründer der Fondazione Giorgio Cini, spielte in den 1950er Jahren mit dem Gedanken, auch dort eine Kulturstiftung einzurichten, doch bei einem Besuch musste er feststellen, dass die maroden Gebäude nicht mehr zu retten waren.
Seit dem Zweiten Weltkrieg, als dort drei Luftabwehrkanonen stationiert waren, ist die Insel unbewohnt und gehört heute der Gemeinde von Venedig. Zwar hatte der Patriarch die Insel 1961 für 1,8 Millionen Lire erworben, doch 1973 hatte er sie der Stadt geschenkt.